# Mohamed Chaouch (militaire)
Pour les articles homonymes, voir Mohamed Chaouch et Chaouch.
Mohamed Chaouch, né vers 1810 à Tunis et mort vers 1880 à Tunis, est un militaire tunisien qui a participé au commandement du contingent des soldats tunisiens participant à la guerre de Crimée.

## Carrière
Il est le fils de Mustapha Chaouch, descendant d'une famille fondée par l'officier ottoman Ali Chaouch Karamanli, dignitaire de la cour beylicale et ambassadeur d'Ali II Bey en France en 1773 ; ses cousins brillent comme notables dans le commerce artisanal des chéchias.
Entre 1850 et 1854, il est colonel d'infanterie (amir alay) puis général de brigade (amir liwa), commandant de l'odjak (garnison) de Kairouan et caïd-gouverneur des tribus environnantes. De 1854 à 1856, le général Chaouch est très connu pour avoir exercé, en alternance avec les généraux Rachid et Osman, le commandement du corps expéditionnaire tunisien participant à la guerre de Crimée aux côtés de l'armée ottomane. Entre 1856 et 1870, il est général de division, membre de l'état-major de l'armée beylicale tunisienne et du conseil de guerre de Sadok Bey, et à nouveau caïd-gouverneur.
Chaouch est décoré de l'Ordre du Médjidié par le sultan Abdülmecid Ier en 1854.

## Descendance
Sa fille Kemla introduit le modèle du tapis d'Asie mineure et fait don de plusieurs tapis turcs aux mausolées de Kairouan dont celui de Sidi Sahab. Les motifs ainsi que la façon de les réaliser est reprise par les artisans locaux et ce type de tapis reste très prisé dans cette ville.